# 小林訓也
小林 訓也（こばやし のりや、1984年7月14日 - ）は、日本の元ラグビー選手。

## プロフィール
- 新潟県新潟市出身。
- ポジションはフランカー(FL)。
- 身長 185cm、体重 105kg
- ニックネームはノリ。
- 7人制日本代表に選ばれたことがある[1]。
- U19日本代表に選ばれたことがある[2]。

## 略歴
16歳からラグビーを始めた。
2003年、巻高校卒業後、日本体育大学に入る。
2007年、日本体育大学卒業後、ヤマハ発動機ジュビロ(現・静岡ブルーレヴズ)に加入。同年10月27日に行われたジャパンラグビートップリーグ第1節のトヨタ自動車ヴェルブリッツ戦に途中出場で公式戦初出場を果たす。 
2009年、ワールドゲームズの7人制日本代表に選ばれた。
2010年、NTTコミュニケーションズシャイニングアークス(現・NTTコミュニケーションズ シャイニングアークス東京ベイ浦安)に加入。
2017年、三菱重工相模原ダイナボアーズに加入。
2022年、現役を引退した。